# Tony Rees (scientifique)
Pour les articles homonymes, voir Tony Rees et Rees.
Anthony J. J. (« Tony ») Rees, né en 1953, est un développeur de logiciels, gestionnaire de données et biologiste britannique résidant en Australie depuis 1986, et précédemment gestionnaire de données au CSIRO Oceans and Atmosphere (en). Il est responsable du développement d'un certain nombre de systèmes logiciels actuellement utilisés dans la gestion des données scientifiques et l'informatique de la biodiversité, notamment C-squares (en), Taxamatch et l'IRMNG (Interim Register of Marine and Nonmarine Genera). Il a également été étroitement associé au développement d'autres initiatives informatiques relatives à la biodiversité, notamment le Ocean Biodiversity Information System (en), AquaMaps (en) et iPlant Collaborative (en). Avant de s'impliquer dans la gestion des données, il a travaillé comme microbiologiste, étudiant le phytoplancton et les microfossiles d'eau douce et de mer.

## Biographie
Rees est né à Coventry, au Royaume-Uni, dans une famille d'universitaires et a étudié les sciences végétales à l'université de Leeds de 1971 à 1974, publiant un article sur la description d'une nouvelle algue chrysophyte. Il a ensuite obtenu un doctorat de la même université, avec sa thèse The phytoplankton of a eutrophic lake: community dynamics and ultrastructural studies (« Le phytoplancton d'un lac eutrophe : dynamique de la communauté et études ultrastructurales ». Dans les années 1980, il a travaillé pour l'unité de micropaléontologie du département de géologie de l'University College de Londres avant d'émigrer en Australie où il a géré l'installation de microscopie électronique de la division des pêches du CSIRO (en) jusqu'à la fermeture de cette installation en 1996, après quoi il est passé au domaine de la gestion des données marines pour la même agence scientifique. À ce poste, il a combiné la gestion des données océanographiques et biologiques marines et s'est intéressé au domaine émergent de l'informatique de la biodiversité, notamment en participant au développement technique du système d'information biogéographique sur les océans (OBIS) mis au point par J. Frederick Grassle (en) aux États-Unis. De 2009 à 2014, il a géré le nœud australien d'OBIS, situé au CSIRO, et a également collaboré avec d'autres initiatives nationales et internationales d'informatique de la biodiversité et de partage de données, notamment l'Encyclopédie de la vie, le GBIF (Global Biodiversity Information Facility), l'Atlas of Living Australia, le projet Open Tree of Life, FishBase et d'autres. Rees a quitté le CSIRO en 2014. Depuis, son projet de registre provisoire des genres marins et non marins (l'IRMNG) est hébergé sur l'infrastructure de données de l'Institut marin des Flandres (VLIZ) en Belgique, avec lequel il continue de collaborer jusqu'en 2022.

## Développement d'outils de gestion des données

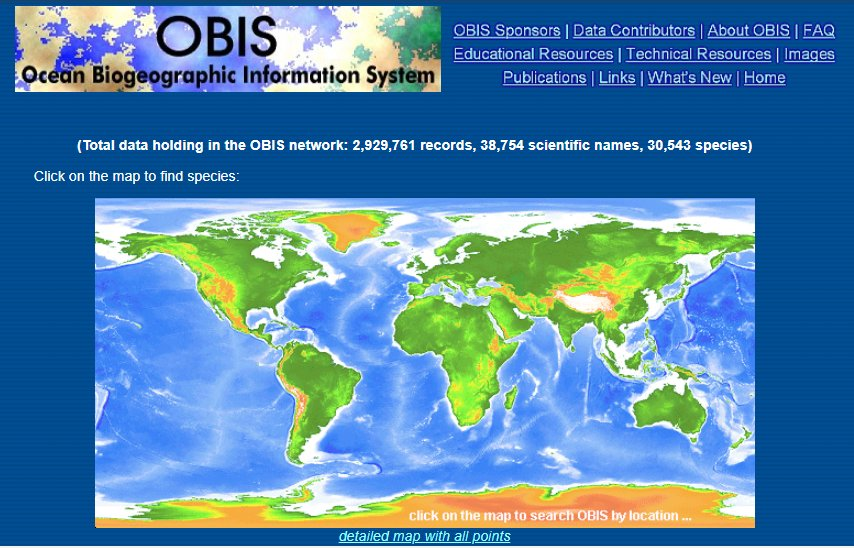
Version de juin 2004 de la page d'accueil de l'OBIS (www.iobis.org) intégrant la recherche spatiale par « clic sur une carte » basée sur les représentations c-squares des distributions de données dans l'index OBIS, conçue par Rees et mise en œuvre par Rees et Y. Zhang.

AquaMap (distribution prédite générée par ordinateur) pour Mola mola, le Poisson-lune, produite via un appel web en direct au cartographe c-squares.

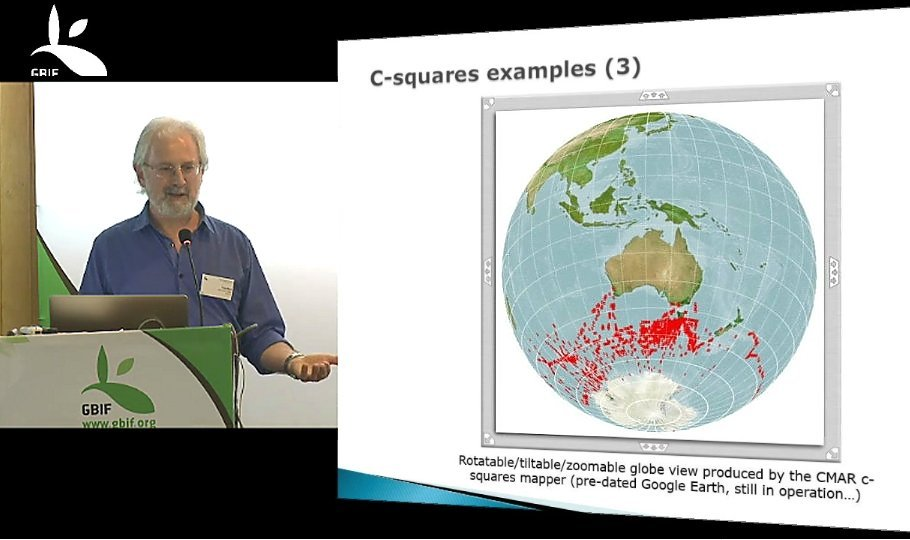
Rees s'exprimant lors du symposium scientifique 2014 du GBIF, à New Delhi, en Inde ; derrière lui, une diapositive illustrant la capacité de « vue du globe » du cartographe c-squares, telle qu'elle a été mise en œuvre pour les données du système d'information sur la biodiversité océanique (Ocean Biodiversity Information System).

En 2002, Rees a conçu un système d'identification basé sur une grille, le « c-squares » (en français « carrés c »), pour les unités d'espace géographique auxquelles les zones d'opération de certains projets de recherche scientifique de son agence pourraient être attribuées ; en concevant le système pour couvrir toutes les échelles, du mondial au local, le c-squares était également bien adapté au traitement initial des données spatiales des projets OBIS et AquaMaps, en plus de sa mise en œuvre initiale dans le système de métadonnées « MarLIN » du CSIRO Fisheries. En 2006, une mise à jour du logiciel « c-squares mapper » pour produire des « vues sur le globe » rotatives et zoomables a constitué une première mise en œuvre d'un globe virtuel basé sur un navigateur, avant la disponibilité éventuelle de Google Earth.
En 2003-2004, Rees a été responsable de la refonte du logiciel de recherche et d'affichage de l'OBIS, en utilisant à la fois des c-squares pour la recherche spatiale rapide et la cartographie de l'aire de répartition des espèces marines, et la pré-indexation de tout le contenu distribué dans un centre de données central, de sorte que la dépendance à l'égard des requêtes distribuées en direct vers des fournisseurs de données fédérés et éloignés a été supprimée ; cette refonte a été mise en œuvre dans la version de production de l'OBIS en 2004. En même temps, il a introduit une « taxinomie de base » pour les fonds de données de l'OBIS, basée sur l'édition la plus récente (2003) du Catalogue of Life, avec des taxons identifiés comme marins ou non marins, puisque l'OBIS souhaitait exposer uniquement les organismes marins fournis par des systèmes externes, qui ne faisaient pas toujours la distinction.
Conscient des lacunes taxonomiques, en raison de l'incomplétude du Catalogue of Life de l'époque, Rees a entamé en 2006 une nouvelle compilation de données taxonomiques intitulée, l'IRMNG (Interim Register of Marine and Nonmarine Genera, en français « registre intérimaire des genres marins et non-marins »), qui tente de répertorier tous les genres décrits dans le monde et de leur attribuer un habitat marin ou non marin (mieux précisé depuis en habitats marin, saumâtre, d'eau douce ou terrestre), ainsi qu'un statu de taxon actuel ou fossile. L'IRMNG, initialement conçu comme un projet de compilation de données à court terme, s'est avéré plus complexe à réaliser que prévu et se poursuit sous les auspices du CSIRO en Australie, puis (depuis 2016) de l'Institut flamand de la mer (néerlandais : Vlaams Instituut voor de Zee, VLIZ) en Belgique,,.

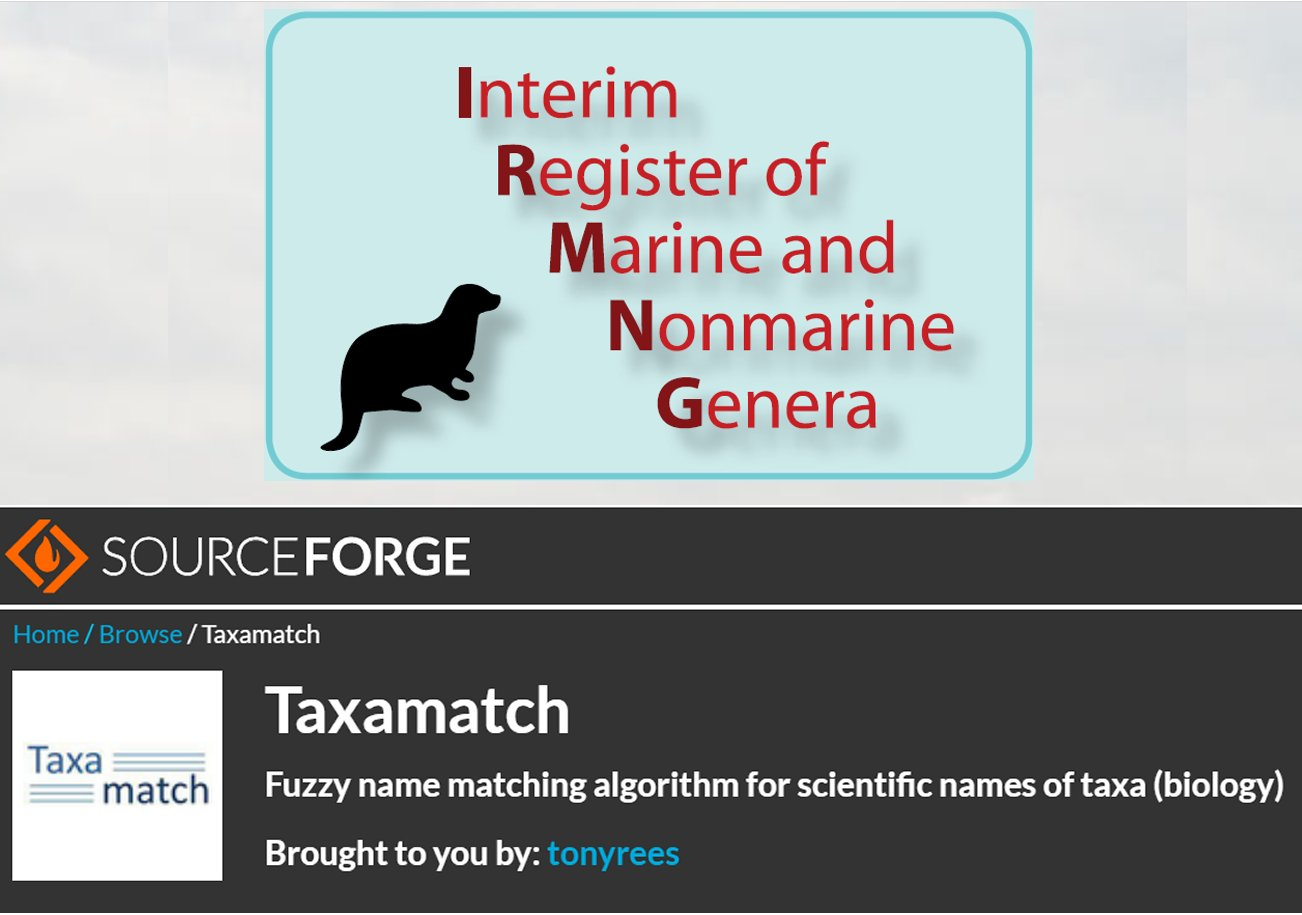
L'IRMNG et Taxamatch, deux applications informatiques sur la biodiversité développées par Rees dans les années 2000-2010.

Un autre outil logiciel développé par Rees est une méthode de vérification orthographique des noms scientifiques des organismes, intitulée « Taxamatch », qui vise un rappel élevé (aucun nom candidat correctement orthographié manqué) et une bonne précision (rejet des « faux résultats »), lorsqu'un nom d'entrée (potentiellement mal orthographié) est fourni et qu'une liste de noms correctement orthographiés est disponible et peut être testée. Cette méthode a ensuite été adoptée comme une caractéristique utile dans un certain nombre de bases de données taxonomiques mondiales, notamment le service de résolution des noms taxonomiques iPlant pour les plantes, le registre mondial des espèces marines (WoRMS) et les dizaines de bases de données individuelles qui le composent et le portail EU-NOMEN de l'infrastructure des répertoires d'espèces paneuropéens (PESI), en plus de son incorporation dans l'IRMNG.
Pour ses travaux dans le domaine de l'informatique de la biodiversité, notamment sur c-squares, OBIS, l'IRMNG et Taxamatch, le Global Biodiversity Information Facility (GBIF) a décerné à Rees le prix Ebbe Nielsen 2014.
Dans les années 2010, Rees a été membre de l'équipe mondiale du Catalogue of Life, prenant part aux discussions concernant la fonctionnalité et l'évolution de ce projet. Il est en 2021 membre du groupe taxinomique du Catalogue of Life. Il a également été membre des équipes internationales responsables de la conception et de la mise en œuvre des projets AquaMaps (cartes prédictives mondiales pour les organismes aquatiques) et iPlant TNRS (Taxonomic Name Resolution Service) liés à la biodiversité, décrits dans la littérature scientifique en 2010 et 2013, respectivement,. Des cellules « c-squares » mondiales de cinq degrés ont également été utilisées comme unités fondamentales de rapport et d'analyse pour la première analyse de données normalisée et la cartographie des domaines biogéographiques marins mondiaux par M. Costello et al. en 2017. En 2020, les données de l'IRMNG ont été utilisées pour publier un tableau de données et fournir des statistiques sommaires sur tous les genres biologiques connus et leurs synonymes, tels qu'ils étaient conservés dans l'IRMNG à ce moment-là. Entre-temps, le Conseil international pour l'exploration de la mer a utilisé c-squares comme grille spatiale sous-jacente pour gérer tous ses systèmes de surveillance des navires (VMS) et les données des journaux de pêche, et a également construit plusieurs applications autour de cela, y compris « FishFrame », et le projet Horizon 2020 ATLAS financé par l'Union Européenne qui a étudié les écosystèmes marins vulnérables (EMV) dans l'Atlantique Nord-Est a également adopté c-squares comme grille spatiale sous-jacente pour sa principale structure de données, l'indice EMV.